# Staré Těchanovice
Staré Těchanovice là một làng thuộc huyện Opava, vùng Moravskoslezský, Cộng hòa Séc.